# Тихоречки рејон
Тихоречки рејон (рус. Тихорецкий район) административно-територијална је јединица другог нивоа и општински рејон смештен у североисточном делу Краснодарске покрајине, односно на југозападу европског дела Руске Федерације.
Административни центар рејона је град Тихорецк.
Према подацима националне статистичке службе Русије за 2017. на територији рејона живело је 118.302 становника или у просеку око 64,81 ст/км². По броју становника налази се на седмом месту међу административним јединицама Покрајине. Површина рејона је 1.825 км².

## Географија
Тихоречки рејон се налази у североисточном делу Краснодарске покрајине, обухвата територију површине 1.825,46 км² и по том параметру налази се на 15. месту међу административним јединицама у Покрајини. Граничи се са Новопокровским рејоном на истоку и Павловским рејоном на северу и северозападу. На западу је Виселковски, а на југу Тбилишки и Кавкаски рејон. 
Рејонска територија је доста доста компактна, а њеним рељефом доминирају ниске и доста једноличне степе Кубањско-приазовске низије. Просечне надморске висине крећу се од око 800 метара на развођима до око 40 метара у речним делинама. Најважнији водоток у рејону је река Челбас која протиче његовим западним делом у смеру југоисток-северозапад. 

## Историја
Тихоречки рејон је званично успостављен 2. јуна 1924. као једна од административних јединица тадашњег Кубањског округа Југоисточне области, и првобитно је био подељен на 19 сеоских општина. Пре него што је 1937. ушао у састав Краснодарског краја, Тихоречки рејон је био делом, прво Севернокавкаског, а потом и Азовско-црноморског краја. 

## Демографија и административна подела
Према подацима са пописа становништва из 2010. на територији рејона живело је укупно 59.106 становника (град Тихорецк се тада није налазио у саставу рејона), док је према процени из 2017. ту живело 118.302 становника, или у просеку око 64,81 ст/км². По броју становника Тихоречки рејон се налази на 7. месту у Покрајини са укупним уделом у покрајинској популацији од 2,12%.
| 1959.   | 1970.  | 1979.  | 1989.  | 2002.  | 2010.  | 2017.    |
| ------- | ------ | ------ | ------ | ------ | ------ | -------- |
| 106.301 | 61.174 | 58.779 | 58.739 | 61.232 | 59.106 | 118.302* |

Напомена:* Према процени националне статистичке службе. 
На територији рејона налазе се укупно 60 насељених места административно подељених на 13 другостепених општине (једну градску и 12 сеоских). Административни центар рејона, његово највеће и једно једино градско насеље је град Тихорецк у ком живи нешто мање од половине укупне рејонске популације. Највећа сеоска насеља су станице Архангељскаја (8.700), Новорождественскаја (6.500) и Фастовецкаја (8.500).

## Саобраћај
Рејонску територију пресеца деоница националног аутопута „Кавказ” који повезује град Ростов на Дону са Бакуом у Азербејџану. 